# Basílica de Nuestra Señora del Socorro (Buenos Aires)
La Basílica de Nuestra Señora del Socorro es un templo católico en el barrio de Retiro, ciudad de Buenos Aires. Históricamente, dio nombre al barrio y parroquia del Socorro, pero esa denominación popular se dejó de usar durante el siglo XX.

## Historia
En 1750, el vecino español Alejandro del Valle, donó un terreno para edificar el templo, con la condición de que estuviese dedicado a Nuestra Señora del Socorro, de la que era ferviente devoto.
En 1769, con el aumento poblacional de Buenos Aires, la iglesia del Socorro, situada en los extramuros de la ciudad, fue declarada viceparroquia de la Catedral. En 1783, fue erigida en parroquia, beneficiando de esa manera a los vecinos del sector que, impedidos de movilizarse los días de lluvia, se quedaban muchas veces sin escuchar la Misa.

### El Señor de los Milagros

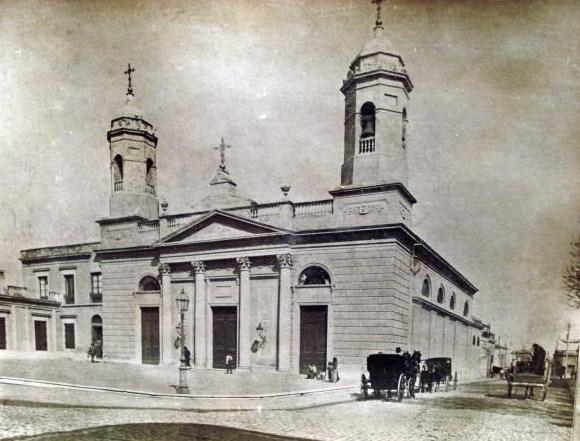
Vista del templo hacia 1880. (Foto: AGN)

Alrededor de 1750, los esposos Estanislao Rivero y Ana Basualdo, adquirieron a un vendedor ambulante una imagen de Jesús Crucificado. Según cuenta el relato popular, el dinero no les alcanzó para pagarla, razón por la cual, solicitaron ayuda al vecindario. La imagen fue colocada en un nicho, dentro de la vivienda del matrimonio y a él comenzaron a acudir los lugareños a implorar sus gracias. Muy pronto se corrió la voz y aumentó el número de devotos.
Pero lo que más contribuyó a propagar la devoción del Santo Cristo fue un suceso que puede considerarse como la causa de la advocación al «Señor de los Milagros». Ocurrió que cierto día un individuo llegó hasta el domicilio de los Basualdo (en las actuales Carlos Pellegrini y Arenales) para rezarle a la imagen. Rogó por la aparición de una importante suma de dinero que acababa de extraviar diciendo: «Señor, si me ayudas a encontrar lo que he perdido, mandaré rezar por ti una Misa». Y así fue que, a poco de haber dejado el oratorio dio con el dinero, por lo que regresó a dar las gracias: «Desde hoy te bautizo con el nombre de Señor de los Milagros».
El presbítero Manuel Ochagavía, entonces párroco del Socorro, al tener conocimiento del culto que se rendía en la casa de los Rivero, consultó con el Obispo sobre la conveniencia de proponer a los poseedores de la imagen el traslado de la misma a la Iglesia parroquial. Estando de acuerdo, comunicaron a los esposos y la imagen llevada en procesión fue colocada en un nicho próximo al altar mayor, el 14 de septiembre de 1803, fiesta de la Exaltación de la Cruz.
El 7 de abril de 1885, S.S Pío IX, accediendo al pedido del párroco D. Francisco Villar, autorizó la institución canónica de la fiesta el mismo día 14 de septiembre. En 1903, siendo párroco el canónigo José Apolinario de Casas, se procedió a la coronación de la imagen ya ornada con la peana y las potencias que hoy ostenta.
En 1871 fue nombrado cura párroco el Cgo. José Apolinario de Casas quien durante los 61 años de su ministerio (1871-1932) realizó grandes obras pastorales y materiales, entre ellas podemos destacar: un nuevo altar para el culto al Señor de los Milagros, se funda el Apostolado de la oración y la Asociación del Señor de los Milagros. Asimismo, se llevó a cabo la consagración del Templo y el S. S. León XIII eleva el Templo a la categoría de Basílica Menor. Se instalan las insignias de la Basílica, de un lado el Baldaquín y del otro el Tintinábulo.

### SigloXX

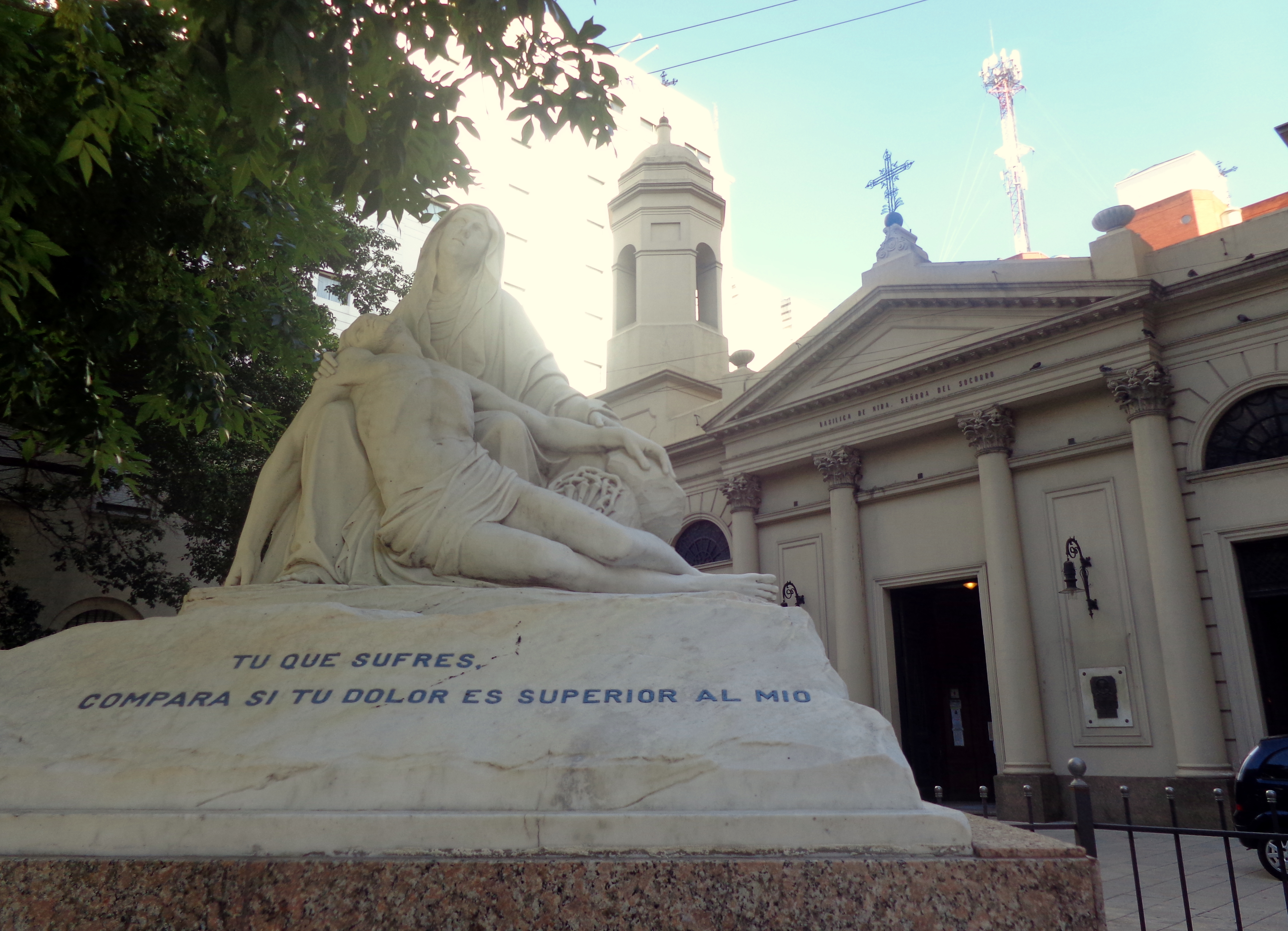
"Tu que sufres, compara si tu dolor es superior al mío".

En 1903 se celebró el primer centenario del culto público al Señor de los Milagros. El papa León XIII concede la facultad de coronar la imagen del Señor de los Milagros, dotándola de indulgencias. El 13 de septiembre fue la coronación de la imagen, ya ornamentada con la peana y las potencias, en ceremonia realizada en la Catedral, seguida de una procesión hasta la Basílica. Una copia del acta está grabada en una placa de mármol en la Capilla del Señor de los Milagros.
Se le otorgó una concesión especial de la Santa Sede para que se celebre la fiesta de Nuestra Señora del Socorro el 13 de septiembre y se comienza a rezar la misa propia. Hasta 1947 la fiesta se celebraba el día 15.
Durante la década del 50, se funda la Liga de madres de familia parroquial y FAC – Fraterna Ayuda Cristiana, hoy conocida como Cáritas. Además, las jóvenes de Ayuda Cristiana dan clases de catecismo en el barrio del puerto. Finalmente, recibe la bendición del nuevo órgano fabricado por la casa Steinmeyer.
A partir de 1960 nace el Colegio parroquial “Nuestra Señora del Socorro” y la Asociación Amigos de la parroquia, con los fines de una acción comunitaria social y cultural. Además, se crea la Comisión de obras sociales y culturales, en lugar de la anterior de “Amigos”.
A partir de 1980 se hace cargo de la Parroquia Monseñor. Alberto Albisetti. Comenzando los años '90 se crea la Fundación del Socorro. Hoy en día, la parroquia cuenta con un Párroco, y dos vicarios en forma permanente.

## Arquitectura

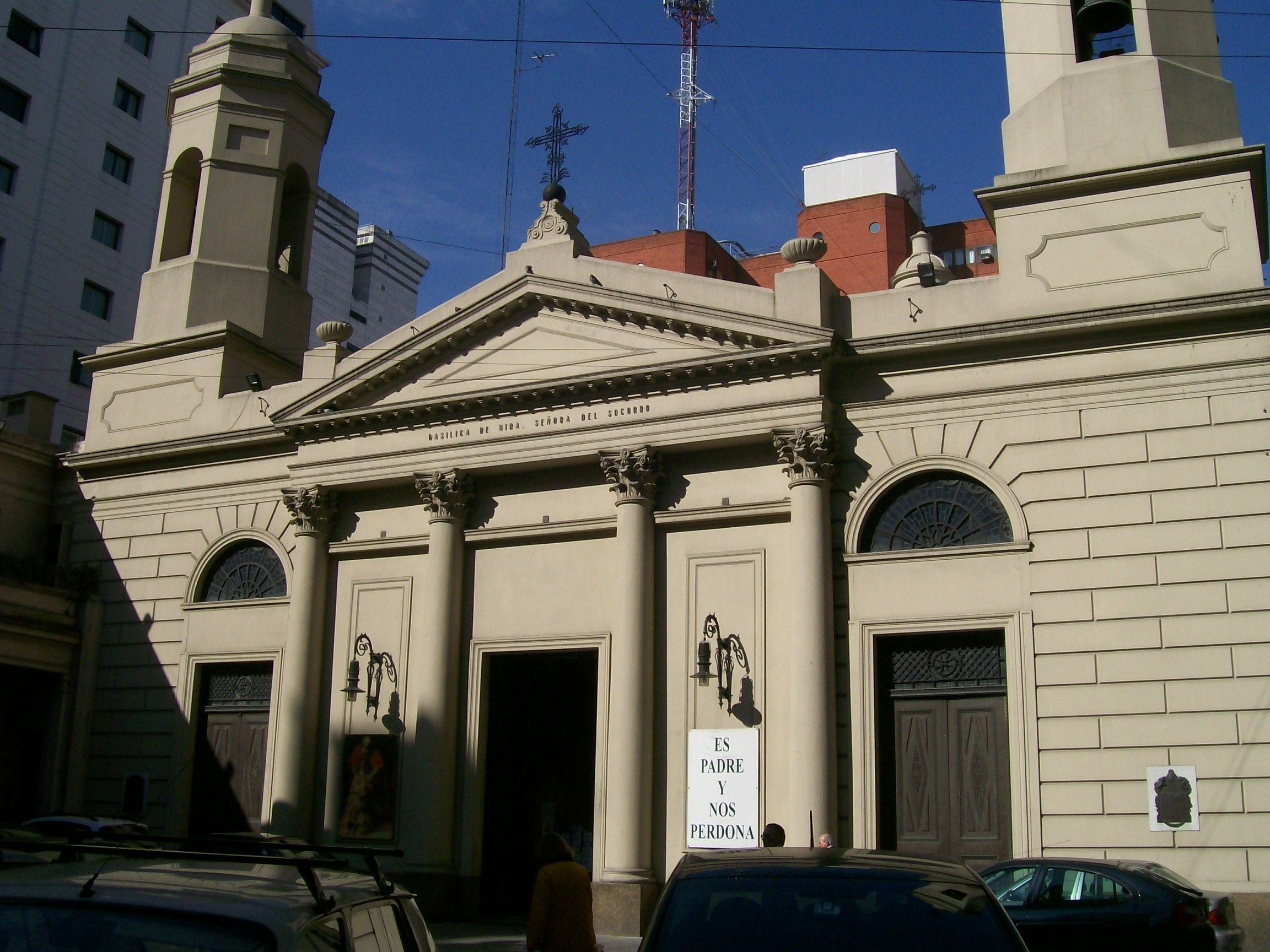
Pórtico neoclásico de acceso.

En 1938 el Pbro. Miguel Lloveras (1936–1980) comienza las obras de restauración del Templo y sus dependencias. Demolieron la casa parroquial y colocación de la piedra fundamental de las nuevas obras. Año tras año hasta 1953 se realizan los trabajos de restauración. Se comprueba que la Basílica no tiene cimientos. Cuatro años después, se compra la casa contigua, sobre Suipacha, para la nueva sacristía y aulas salones para las obras sociales y más adelante colegio parroquial, también para la ampliación de la Capilla del Señor de los Milagros.
En 1952 se restauraron de las puertas del Templo que se recubren de bronce en su parte exterior.

### Cine – teatro del Socorro
En ocasión del 60.º aniversario de la Consagración del Templo (1956), vuelve a ocupar su sitial en el altar mayor la antigua imagen de Ntra. Sra. del Socorro y seis años después se remodela y renueva totalmente del cine teatro inaugurado el 4 de mayo.
A principios de la década de 1990 se coloca en el atrio “La Piedad”, grupo escultórico donado por la familia del Pbro. Ernesto Mai, bendecido el 14 de septiembre del ’92 por el Arzobispo de Bs. As., Cardenal Antonio Quarracino. Además, se realizan importantes obras de restauración y mantenimiento del Templo y Casa parroquial.

### Piezas de arte
Nuestra Señora del Socorro es custodia de magníficos tesoros y obras de arte únicas en el mundo. Los retablos son obras compuestas por tallas escultóricas o cuadros que constituyen la decoración de un altar.
Entre las imágenes y reliquias que allí se veneran se destacan las de Nuestra Señora del Socorro, San José y San Roque, las tres en el Altar Mayor; el añejo Señor de los Milagros, sobre el Sagrario, en la capilla especialmente construida para él. La Ascensión del Señor, en mármol y mosaico, en la pared derecha y la cruz de la Evangelización en la izquierda.
En el Altar del Calvario se encuentran Jesús Crucificado y a sus pies la Santa Madre, el apóstol San Juan, la Verónica y la Magdalena. En el mismo sitio, al centro, sobre la vitrina del Cristo Yacente, destaca el cuadro de la Santa Faz.
Los altares laterales, están ricamente adornados; el del Sagrado Corazón junto al Inmaculado Corazón de María y el santo patrono de Buenos Aires, San Martín de Tours, en cuyo centro se encuentra Nuestra Señora de Fátima. Además, el de San Antonio de Padua con San Pedro a la derecha, San Luis Gonzaga a la izquierda y San Benito Abad en su centro. Se suman el del Nacimiento de Nuestro Señor; el de la Inmaculada Concepción con el Santo Cura de Ars y San Miguel Arcángel a ambos lados y el Niño Jesús de Praga en su nicho central. Nuestra Señora del Carmen aparece con Santa Marta y San Cayetano y el de San Vicente de Paúl con Santa Teresita del Niño Jesús, Santa Rita y Nuestra Señora de Luján en el centro.
También, destacan por sus líneas y expresiones, el Desposorio de la Virgen María y San José, con Santa Rosa de Lima, San Marcos y un Jesús atado a una columna en la parte media y la pila bautismal de mármol ónix, los frescos de los techos y el dorado a la hoja de todos sus retablos.